# Linzia accommodata
Linzia accommodata là một loài thực vật có hoa trong họ Cúc. Loài này được (Wild) H.Rob. mô tả khoa học đầu tiên năm 2005.